# Abu Dhabi Media Company
Abu Dhabi Media Company (شركة أبوظبي للإعلام, sau ADMC) este o companie media care are sediul în Abu Dhabi, capitala Emiratelor Arabe Unite.
Începând cu luna iunie 2009, compania deține Abu Dhabi Television, Abu Dhabi Sports Channel, Abu Dhabi Plus, Emirates Television Channel, Abu Dhabi Radio, Emarat FM Radio, Holy Quran Radio, Sawt Al Musiqa Radio, Al Ittihad newspaper, Zahrat Al Khaleej magazine, Super magazine, Majid magazine, The National newspaper, Imagenation, dar și alte afaceri, incluzând United Printing Press.
Distribuie, de asemenea, o serie de publicații de la furnizori externi.